# Plaški
Plaški ist eine Gemeinde in Kroatien in der Gespanschaft Karlovac.
Plaški befindet sich südwestlich von der Stadt Karlovac. Das Gemeindegebiet umfasst 157,42 Quadratkilometer. Die Gemeinde besteht aus acht Ortsteilen: Plaški, Janja Gora, Jezero, Lapat, Latin, Međeđak, Kunić und Podhum Plaščanski. In der Nähe der Gemeinde befinden sich auch die bekannten Plitvicer Seen.
Zur Zeit der Volkszählung im Jahr 2021 hatte Plaški 1650 Einwohner, wovon 824 (49,94 %) männlich und 826 (50,06 %) weiblich waren. Insgesamt bildeten die Kroaten die größte Ethnie mit 1632 (98,91 %).